# Дицианоаурат(I) калия
Дицианоаурат(I) калия — неорганическое соединение, комплексная соль щелочного металла калия, металла золота и синильной кислоты с формулой K[Au(СN)2], бесцветные кристаллы, растворимые в воде, устойчивые на воздухе и на свету.

## Получение
- Растворение золота в растворе цианистого калия при комнатной температуре в присутствии окислителей (и щёлочи — для подавления гидролиза цианида и образования летучей синильной кислоты и нерастворимого цианида золота(I)). Эта реакция, открытая П. Р. Багратионом в 1843 году, лежит в основе наиболее распространённого в настоящее время технологического процесса выщелачивания золота из руд (цианирования):

{\displaystyle {\mathsf {4Au+8KCN+O_{2}+2H_{2}O\ {\xrightarrow {}}\ 4K[Au(CN)_{2}]+4KOH}}}
{\displaystyle {\mathsf {2Au+4KCN+H_{2}O_{2}\ {\xrightarrow {}}\ 2K[Au(CN)_{2}]+2KOH}}}
- Реакция цианида золота(I) с цианидом калия в водном растворе:

{\displaystyle {\mathsf {AuCN+KCN\ \xrightarrow {} \ K[Au(CN)_{2}]}}}
- Вытеснение серебра из дицианоаргентата калия:

{\displaystyle {\mathsf {Au+K[Ag(CN)_{2}]\ {\xrightarrow {}}\ K[Au(CN)_{2}]+Ag\downarrow }}}
- Анодное растворение золота в тёплом водном растворе KCN.
- Растворение металлического золота в царской водке, осаждение «гремучего золота»[1][2] большим избытком водного раствора аммиака, растворение влажного осадка в растворе KCN, взятого в небольшом избытке.

## Физические свойства
Дицианоаурат(I) калия образует кристаллы гексагональной сингонии, пространственная группа R 3, параметры ячейки a = 0,728 нм, c = 2,636 нм, Z = 6. Плотность 3,45 г/см3.
Хорошо растворяется в воде (14,3 г на 100 г при 20 °C). Малорастворим в этаноле, нерастворим в эфире и ацетоне. Может быть кристаллизован из насыщенного водного раствора при добавлении этанола, H2SO4, HCl, HNO3.

## Химические свойства
- Разлагается при нагревании:

{\displaystyle {\mathsf {2K[Au(CN)_{2}]\ {\xrightarrow {250-400^{o}C}}\ 2KCN+2Au+C_{2}N_{2}\uparrow }}}
- Реагирует с концентрированными кислотами:

{\displaystyle {\mathsf {K[Au(CN)_{2}]+HCl\ {\xrightarrow {50^{o}C}}\ AuCN\downarrow +KCl+HCN\uparrow }}}
- Вступает в обменные реакции:

{\displaystyle {\mathsf {2K[Au(CN)_{2}]+H_{2}S+2HCl\ {\xrightarrow {}}\ Au_{2}S\downarrow +2KCl+4HCN\uparrow }}}
- Золото замещается на более активные металлы (Zn, Al, Mn, Mg и др.):

{\displaystyle {\mathsf {2K[Au(CN)_{2}]+Zn\ {\xrightarrow {}}\ K_{2}[Zn(CN)_{4}]+2Au\downarrow }}}
- Легко окисляется галогенами с образованием K2[Au(CN)2Hal2] (Hal = Cl, Br, I):

{\displaystyle {\mathsf {2K[Au(CN)_{2}]+Cl_{2}\ {\xrightarrow {}}\ K_{2}[Au(CN)_{2}Cl_{2}]}}}

## Применение
- Компонент электролита при гальваническом золочении.